# Tālivaldis Ķeniņš
Tālivaldis Ķeniņš (* 22. April 1919 in Liepāja, LSPR; † 20. Januar 2008 in Toronto) war ein kanadischer Komponist und Musikpädagoge lettischer Herkunft.

## Leben und Wirken
Der Sohn eines Politikers und Diplomaten spielte ab dem fünften Lebensjahr Klavier und begann achtjährig zu komponieren. Nach dem Besuch des College de Menton und des Lycée de Grenoble begann er 1939 ein Kompositionsstudium am Konservatorium Riga bei Jāzeps Vītols. Sein Klavierdozent hier war Arvīds Žilinskis (1905–1993), Unterricht in Orchestrierung erhielt er von Ādolfs Ābele. Wegen der sowjetischen Invasion Lettlands brach er das Studium ab. Er kehrte nach Frankreich zurück und studierte am Conservatoire de Paris, wo Simone Plé-Caussade, Tony Aubin und Olivier Messiaen zu seinen Lehrern zählten.
1949 führte Hermann Scherchen sein Septett beim Darmstädter Festival der Neuen Musik auf, im Folgejahr erhielt er ein Stipendium des International Music Council der UNESCO. 1951 ging Ķeniņš nach Kanada und wurde Organist und Musikdirektor der St. Andrews Latvian Lutheran Church in Toronto. Von 1952 bis 1984 unterrichtete er Komposition an der University of Toronto. Zu seinen Studenten zählten u. a. Edward Laufer, Walter Kemp, Bruce Mather, Imant Raminsh, Arthur Ozolins, Tomas Dusatko, James Rolfe und Ronald Smith. 1959 gründete er die Latvian Concert Association of Toronto.
Neben zahlreichen kammermusikalischen Werken komponierte Ķeniņš u. a. acht Sinfonien, zwölf Instrumentalkonzerte, drei Kantaten, ein Oratorium, Chorwerke und Stücke für den Unterrichtsgebrauch. 1990 produzierte das lettische Fernsehen einen Film über ihn, 1995 wurde er als Offizier des lettischen Drei-Sterne-Ordens ausgezeichnet. Internationalen Beifall fand die Uraufführung seines Bratschenkonzertes 2000. Eine Biographie Kenins' von Ingrı̄da Zemzare erschien zu seinem 75. Geburtstag 1994.